# Blackfella/Whitefella
«Blackfella/Whitefella» es una canción de rock australiana escrita por Neil Murray y George Rrurrambu, grabada por su grupo de rock aborigen, Warumpi Band, y lanzada como segundo sencillo de su álbum de 1985, Big Name, No Blankets en Parole Records y Powderworks Records. Si bien no fue un éxito en las listas, la canción llamó la atención sobre los problemas del racismo en Australia a través de letras que fomentan la armonía y la cooperación entre personas de todas las razas. La canción recibió atención y difusión nacional en 1986, cuando los rockeros con carga política y fundadores de Powderworks Records, Midnight Oil, acompañaron a la banda en una gira de conciertos gratuita por comunidades aborígenes remotas como Blackfella/Whitefella Tour.
En enero de 2018, como parte de "Ozzest 100" de Triple M, las canciones "más australianas" de todos los tiempos, «Blackfella/Whitefella» ocupó el puesto 82.

## Contexto
La inspiración del compositor Neil Murray para «Blackfella/Whitefella» provino de su experiencia como hombre blanco que trabajaba en Papunya, una comunidad predominantemente indígena al noroeste de Alice Springs en el Territorio del Norte desde 1980. Aunque formaba parte de una minoría, Murray descubrió que en la comunidad aislada todos se llevaban bien y disfrutaban de actividades como la música y el fútbol. En 1985, después de discutir la canción y su mensaje con sus compañeros de banda Sammy Butcher y George Rrurrambu, este último sugirió que Murray incluyera "yellafella" (un término utilizado a veces para referirse a individuos de raza mixta) en la letra, ampliando el mensaje de la canción. canción para incluir a personas de todos los lugares. Además, en el vídeo musical de la canción, cuando se utiliza el término "yella Fella", se retratan australianos asiáticos.

## En otros medios
El sencillo se incluyó como pista adicional en los lanzamientos australianos e internacionales de sencillos 12" de «The Dead Heart» de Midnight Oil lanzados en julio de 1986.
En 1987 se estrenó un documental de 30 minutos titulado Blackfella/Whitefella producido por la Australian Broadcasting Corporation. La película inspirada en la canción muestra a Warumpi Band y Midnight Oil mientras estaban de gira juntos por Australia Central en 1986 y trata tanto de la música como de la política.
En 2012, One Day Hill publicó un libro para niños del mismo nombre que contiene la letra de la canción acompañada de ilustraciones de niños australianos. Blackfella Whitefella es parte de una serie que contiene letras de canciones icónicas cuyo objetivo es educar a los niños sobre la historia de los aborígenes y los isleños del Estrecho de Torres y su lucha por el reconocimiento y la igualdad de derechos. El libro fue lanzado por el músico Archie Roach, y un porcentaje de las ventas del libro se destina a apoyar a la comunidad Papunya.

## Versiones
- La banda australiana de música rock Powderfinger incluyó una versión de «Blackfella/Whitefella» en su sencillo de 1996, «D.A.F.». Una declaración en la contraportada incluye  «ayude a apoyar a los pueblos indígenas de Australia. Infórmese».[8]
- El cantante aborigen de country y folk Jimmy Little hizo una versión de la canción en su álbum de 1999, Messenger, una colección de versiones de música rock australiana popular y alternativa de los años 80.[9]
- La cantante australiana Missy Higgins incluye la canción en su álbum OZ de 2014, que incluye la voz de apoyo de Crystal Itjuwalyi Butcher. OZ, que es un álbum de versiones de canciones australianas, también incluye «Calm and Crystal Clear» de Neil Murray.[10]
- La popular canción The Bad Touch» de la banda alternativa estadounidense Bloodhound Gang utiliza exactamente la misma progresión que el riff principal de «Blackfella/Whitefella», excepto que su versión está en do menor en comparación con la menor de Warumpis.
- En 2019, la banda australiana Bad//Dreems con Peter Garrett, Emily Wurramara y Mambali (Brad Bura y Don Murrumgun) hicieron un cover de «Blackfella/Whitefella» para un segmento Like A Version transmitido a nivel nacional en Triple J.[11]